# 死別
| ウィキペディアには「死別」という見出しの百科事典記事はありません（タイトルに「死別」を含むページの一覧/「死別」で始まるページの一覧）。 代わりにウィクショナリーのページ「死別」が役に立つかもしれません。 |